# Климович, Дмитрий Ромуальдович
Дми́трий Ромуа́льдович Климо́вич (бел. Дзмітрый Рамуальдавіч Клімовіч; 9 февраля 1984, Минск, Белорусская ССР, СССР) — белорусский футболист, защитник.

## Карьера
Воспитанник футбольной школы Торпедо (Минск). Первый тренер — Зенкевич Пётр Леонидович.

### Клубная
Профессиональную карьеру начал в борисовском БАТЭ. Впервые сыграл в составе БАТЭ 18 апреля 2003 года. Сначала играл на позиции центрального полузащитника, с течением времени стал играть на позиции левого защитника. В 2007 году перешёл в жодинское «Торпедо», где стал игроком основного состава. В 2010 году перешёл в «Минск».
В феврале 2012 года подписал контракт с «Гомелем», играл на позиции левого защитника. В январе 2013 года перешёл в «Белшину», где также выступал на левом фланге обороны.
В феврале 2014 года подписал однолетний контракт с «Зимбру». Вместе с «Зимбру» стал обладателем Кубка и Суперкубка Молдовы. В декабре 2014 года расстался с молдавским клубом.
В феврале 2015 года подписал контракт с микашевичским «Гранитом», который по результатам сезона 2014 вернулся в высшую лигу. Стал основным левым защитником команды.
14 июля 2016 года сыграл в товарищеском матче за клуб «Крумкачи» (Минск). 26 июля стало известно, что Дмитрий подписал контракт с этим клубом, 31 июля 2016 года сыграл в своей первой игре. Несмотря на то, что он искал себе более выгодное предложение в сезоне 2017 года, 19 января стало известно, что Дмитрий подписал новый контракт с «Крумкачами» на один год (до 30 ноября 2017 года). В сезоне 2017 года был вице-капитаном клуба. В июле по соглашению сторон покинул столичную команду.
В августе 2017 года стал игроком жодинского «Торпедо-БелАЗ». Вскоре закрепился в центре защиты жодинцев, только в октябре не играл из-за травмы. В сезоне 2018 стал капитаном команды, оставался игроком основы. В январе 2019 года по окончании контракта покинул клуб.
В феврале 2019 года перешёл в «Минск». В сезоне 2019 был игроком стартового состава, пропустил начало сезона 2020, с сентября вновь стал выходить на поле. В январе 2021 года по окончании контракта покинул «Минск».
В феврале 2021 года присоединился к дзержинскому «Арсеналу». В июле покинул команду.

### В сборной
В составе молодёжной сборной Беларуси провёл два матча.

## Достижения
- Чемпион Беларуси: 2006 (в составе БАТЭ)
- Серебряный призёр чемпионата Беларуси: 2003 (в составе БАТЭ)
- Бронзовый призёр чемпионата Беларуси: 2010 (в составе ФК Минск)
- Обладатель Кубка Беларуси: 2005/06
- Обладатель Суперкубка Беларуси: 2012 (в составе ФК Гомель)
- Обладатель Кубка Молдовы: 2013/14
- Обладатель Суперкубка Молдовы: 2014 (в составе Зимбру)